# Orden Ogan
Orden Ogan ist eine Power- und Folk-Metal-Band, die im Jahr 1996 in Arnsberg, Nordrhein-Westfalen, gegründet wurde.

## Geschichte

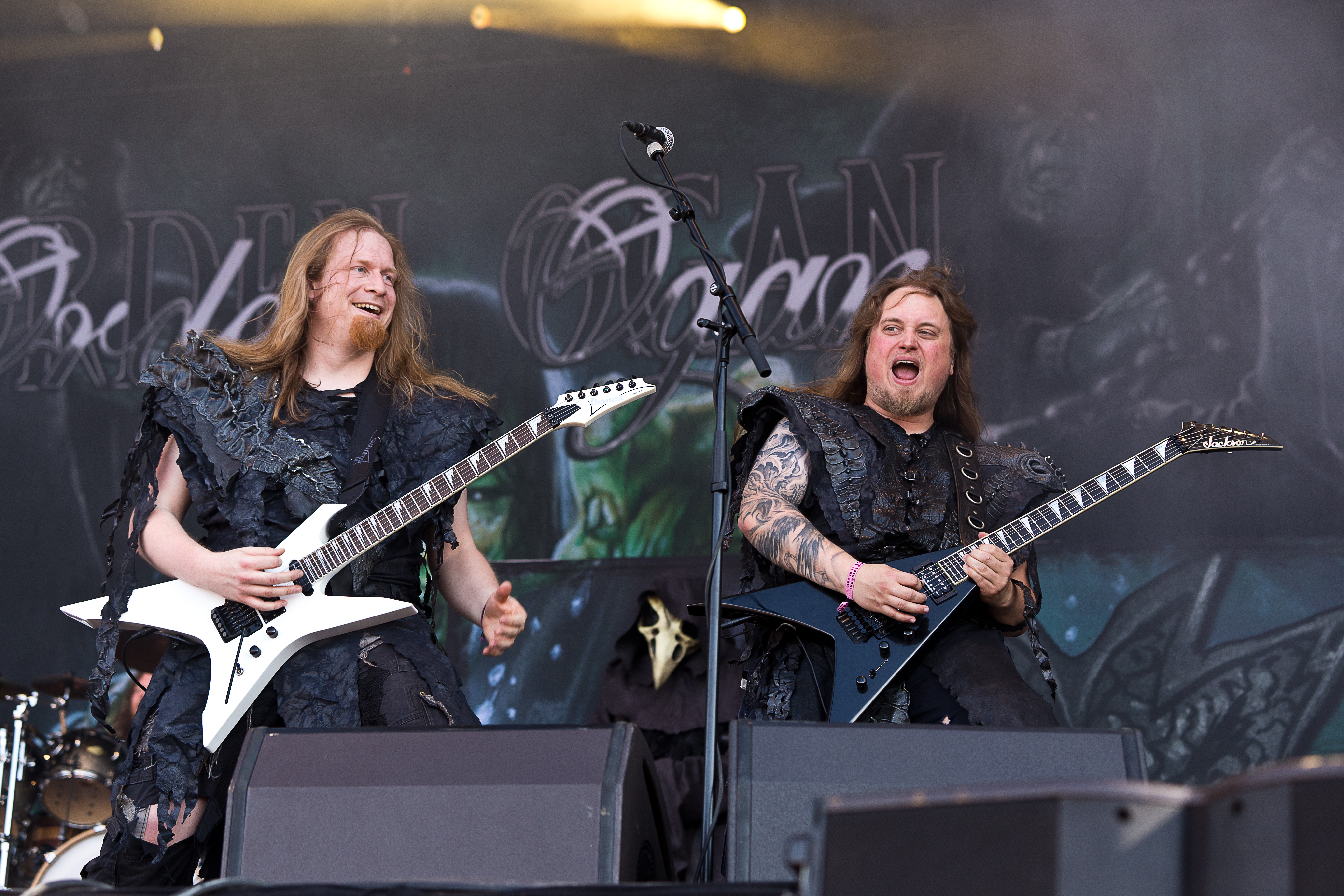
Orden Ogan auf dem Rockharz 2015 in Ballenstedt.

Die Band wurde 1996 von Sebastian Levermann, Sebastian Grütling und dem Bassisten Sebastian Severin als Tanzende Aingewaide gegründet, benannte sich jedoch ein Jahr später in Orden Ogan um; „Ogan“ ist laut eigenen Angaben das altkeltische Wort für „Angst“, der Bandname bedeutet also „Orden(sgemeinschaft) der Angst“. Sie veröffentlichten zuerst drei Demotapes: Into Oblivion (1997), Anthem to the Darkside (1998) und Soli Deo Gloria (1999). 2004 kam im Selbstvertrieb die CD Testimonium A.D. heraus, auf der letztmals der Einsatz von Flöten, Oboen und anderen Blasinstrumenten zu hören ist. 2008 wurde ihr erstes Studioalbum Vale über das Musiklabel Yonah Records veröffentlicht.
Im Oktober 2009 gab AFM Records bekannt, die Band unter Vertrag genommen zu haben. 2010 erschien das Album Easton Hope, zu dem auch eine gleichnamige Single ausgekoppelt wurde. Zudem wurden für Easton Hope sowie We Are Pirates (mit Gastkünstler Majk Moti) Musikvideos gedreht. We are Pirates wurde vom TV-Sender RTL zur Unterlegung eines Formel-1-Trailers genutzt. Im Gegensatz zu Vale zeichnet sich Easton Hope durch seine komplexen orchestralen Arrangements aus, die beim Vorgänger nach eigenen Aussagen nicht ausreichend zur Geltung kamen.
2010 spielte die Band auf dem Rock Hard Festival und dem Wacken Open Air. In Wacken wurde auch bekannt gegeben, dass das vergriffene Album Vale am 11. November 2010 von AFM Records neu veröffentlicht wird. Als Bonus werde das Musikvideo von The Lords of the Flies enthalten sein. Ende des Jahres ging die Band als Support zunächst auf Europa-Tour mit der schwedischen Band Tiamat und spielte im Anschluss eine kleine Serie von Konzerten mit Van Canto und Inlegend.
Von März bis April 2011 waren Orden Ogan als Vorgruppe mit Grave Digger auf Tour. Im Mai 2011 wurde der Ausstieg des Bassisten Lars Schneider und später auch des Schlagzeugers Sebastian Grütling verkündet, die die Band aus beruflichen Gründen verließen. Im Juni 2011 wurde auf der bandeigenen Facebook-Seite der vormalige Live-Bassist Niels Löffler als Ersatz bekannt gegeben, Dirk Meyer-Berhorn folgte einen Monat später als neuer Schlagzeuger. Zudem verließ Keyboarder Nils Weise die Band wegen musikalischer Differenzen, ist allerdings weiterhin an den Studioproduktionen der Band beteiligt.
Das nächste Orden-Ogan-Album To the End wurde am 26. Oktober 2012 über das Label AFM Records veröffentlicht. Laut Sänger und Gitarrist „Seeb“ Levermann fiel das Album „weniger bombastisch“ aus als der Vorgänger Easton Hope aus dem Jahr 2010. Mit der Veröffentlichung ging die Produktion eines aufwändigen Video-Clips für die Single The Things We Believe In einher, das der Band zusätzlich Popularität bescherte. To the End stieg auf Platz 41 der deutschen Albumcharts ein. Auf das Album erfolgte im November 2012 eine Europa-Tournee mit Freedom Call und den italienischen Bands Vexillum und Luca Turilli’s Rhapsody. Im Sommer 2013 spielten Orden Ogan auf weiteren nationalen Festivals, unter anderem auf dem Summer Breeze, bevor im folgenden Jahr internationale Festivals wie das Trondheim Metal Fest in Norwegen und das ProgPower USA als erste Show der Band in den Vereinigten Staaten folgten. Weiterhin gastierten Orden Ogan 2014 erneut als Support auf einigen Shows von Van Canto und Winterstorm.
2014 begann die Band mit den Arbeiten am nächsten Studioalbum Ravenhead, das im Januar 2015 veröffentlicht wurde und mit einem Einstieg auf Platz 16 der deutschen Albumcharts den Vorgänger noch einmal überbieten konnte. Thematisch bewegt sich das Album im Zombie/Horror-Bereich. Der Veröffentlichung ging die Single F.E.V.E.R. voraus. Im Januar 2015 gingen Orden Ogan als Support mit Hammerfall und Serious Black auf Europa-Tour. Für den Herbst folgte die Bestätigung einer weiteren Tournee mit Powerwolf.
Im März 2016 wurde ein Box-Set namens The Book of Ogan veröffentlicht, in dem eine Dokumentation über die Bandgeschichte, zwei Konzerte, ein Best-Of-Album namens All These Dark Years – The Best Of 2008–2015 und eine Neuveröffentlichung des Demos Testimonium A.D. auf zwei DVDs und zwei CDs enthalten sind. Die Veröffentlichung wurde mit einer gleichnamigen Tour mit den Vorgruppen Almanac und Manimal begleitet.
Am 7. Juli 2017 veröffentlichte die Band ihr sechstes Album Gunmen. Mit dem Thema „Wilder Westen“ wurde auch für dieses Album wieder eine bestimmte Thematik ausgewählt, nach der die Liedtexte und die Ästhetik der Live-Auftritte gestaltet wurden. Um eine bestimmte Atmosphäre zu erzeugen, wurden die Schlagzeugaufnahmen im Saloon des Wild-West-Freizeitparks Fort Fun Abenteuerland in der sauerländischen Heimat der Band aufgenommen; an diesem Ort wurde auch die ausverkaufte letzte Show der Gunmen-Albenperiode gespielt.
Das siebente Studioalbum, Final Days, wurde wie bereits zuvor angekündigt am 12. März 2021 veröffentlicht. Vorab wurden 2020 bereits die Singles „In the Dawn of the AI“ und „Heart of the Android“ veröffentlicht, die der „Cyberspace“-Thematik des Albums entsprechen.

## Stil
Auf den ersten Demos bewegt sich der Stil zwischen Folk Metal und Power Metal, ab Testimonium A.D. ist es zum großen Teil reiner Power Metal. Die Band selbst beschreibt ihren Stil als Melodic Metal.

## Diskografie

### Alben
- 2004: Testimonium A.D.
- 2008: Vale (Wiederveröffentlichung: 2010)
- 2010: Easton Hope
- 2012: To the End
- 2015: Ravenhead
- 2017: Gunmen
- 2021: Final Days
- 2022: Final Days: Orden Ogan and Friends
- 2024: The Order of Fear

### Sonstiges
- 2004: Testimonium A.D. / Armageddon (Split-Compilation mit Bäd Influence)
- 2007: Winds of Vale (Single)
- 2010: Nobody Leaves (Kompilation)
- 2012: The Things We Believe In (Single)
- 2014: F.E.V.E.R. (Single)
- 2016: The Book of Ogan (Box-Set)
- 2017: Gunmen Live (Live-Album)

### Demos
- 1997: Into Oblivion
- 1998: Anthem to the Darkside
- 1999: Soli Deo Gloria

### Musikvideos
- 2004: Angels War
- 2008: The Lords of the Flies
- 2010: We Are Pirates!
- 2010: Easton Hope
- 2012: The Things We Believe In
- 2012: Land of the Dead
- 2012: Masks
- 2014: F.E.V.E.R.
- 2017: Gunman
- 2017: Come With Me to the Other Side
- 2020: In the Dawn of the AI
- 2020: Heart of the Android
- 2021: Inferno
- 2022: December
- 2024: My Worst Enemy
- 2024: The Order of Fear
- 2024: Moon Fire
- 2024: Conquest